# Municipio de Epitacio Huerta
El municipio de Epitacio Huerta es uno de los 113 municipios en que se divide el estado mexicano de Michoacán. Situado al noreste del estado, su cabecera es la localidad de Epitacio Huerta. Forma parte de la región socioeconómica 4. Oriente.

## Toponimia
El nombre del municipio proviene y hace homenaje al general Epitacio Huerta.

## Geografía
El municipio de Epitacio Huerta se encuentra localizado en el extremo noreste del territorio estatal. Limita al norte con el municipio de Huimilpan; al este con el municipio de Amealco de Bonfil, ambos en el estado de Querétaro; al sur con el municipio de Contepec; al suroeste con el municipio de Maravatío, al oeste con el municipio de Jerécuaro; y al noroeste con el municipio de Coroneo, ambos en el estado de Guanajuato. Ocupa una superficie aproximada de 424 km.
La ciudad de Epitacio Huerta, cabecera del municipio, se encuentra aproximadamente en la ubicación 20°8′3″N 100°17′35″O / 20.13417, -100.29306, a una altitud de 2447 m s. n. m.Según la clasificación climática de Köppen el clima de Epitacio Huerta corresponde a la categoría Cwb (templado subhúmedo de montaña con invierno seco y verano suave).

## Población
La población total del municipio de Epitacio Huerta es de 16 112 habitantes, lo que representa un decrecimiento promedio de -0.07 anual en el período 2010-2020 sobre la base de los 16 218 habitantes registrados en el censo anterior. Al año 2020 la densidad del municipio era de 38,03 hab/km².
| Gráfica de evolución demográfica de Municipio de Epitacio Huerta entre 2000 y 2020 |
|                                                                                    |
| Fuente: Instituto Nacional de Estadística Geografía e Informática                  |

En el año 2010 estaba clasificado como un municipio de grado medio de vulnerabilidad social, con el 25.89 % de su población en estado de pobreza extrema.
La población del municipio está mayoritariamente alfabetizada (15.49 % de personas analfabetas al año 2010) con un grado de escolarización en torno de los 5 años. Solo el 0.56 % de la población se reconoce como indígena.

### Localidades
En el censo de 2020 el municipio de Epitacio Huerta contaba con 78 localidades.
| Código INEGI      | Localidad           | Población (2020) |
| ----------------- | ------------------- | ---------------- |
| 160310001         | Epitacio Huerta     | 1 487            |
| 160310008         | Los Dolores         | 1 282            |
| 160310028         | San Antonio Molinos | 1 075            |
| Otras localidades | Otras localidades   | 12 268           |
| Total municipal   | Total municipal     | 16 112           |

## Economía
Las principales actividades económicas del municipio son la ganadería, la agricultura, la fruticultura y el turismo, este último relacionado con la pequeña zona arqueológica conocida como «La Capilla».
Según el número de unidades activas, los sectores más dinámicos son el comercio minorista, los servicios vinculados al alojamiento temporal y la elaboración de alimentos y bebidas y en menor medida otros servicios (no gubernamentales).
Existen algunas pequeñas explotaciones de minería no metalífera, especialmente referida a materiales destinados a la construcción. En menor medida se extrae de modo artesanal ópalo de calidad media o baja.

## Política
El municipio fue creado por decreto del Congreso de Michoacán del 15 de febrero de 1962, segregando su territorio del municipio de Contepec.
El gobierno del municipio de Epitacio Huerta le corresponde a su ayuntamiento, el cual está integrado por el presidente municipal, un síndico y el cabildo conformado por siete regidores, cuatro electos por mayoría relativa y tres por el principio de representación proporcional. Todos son electos mediante voto universal, directo y secreto para un periodo de cuatro años con posibilidad de ser reelectos por un único periodo inmediato.

### Representación legislativa
Para la elección de diputados locales al Congreso de Michoacán y de diputados federales a la Cámara de Diputados federal, el municipio de Epitacio Huerta se encuentra integrado en los siguientes distritos electorales:
Local:
- Distrito electoral local de 3 de Michoacán con cabecera en Maravatío.[18]

Federal:
- Distrito electoral federal 3 de Michoacán con cabecera en Heroica Zitácuaro.[19]

### Lista de presidentes
El actual presidente del municipio desde 2021 es el político Francisco Maya Morales y la lista de gobernadores es la siguiente:
- Sacramento Anaya Zamora (1962-1962)
- Francisco Rodríguez Soto (1963-1965)
- J. Guadalupe Salinas Sarabias (1966-1968)
- Rafael Prado Jurado (1969-1971)
- Gaudencio López Vega (1972-1974)
- J. Natividad Moreno Velázquez (1975-1977)
- Gaudencio López Vega (1978-1980)
- Salomón Garduño Morales (1981-1983)
- Hilario Navarrete (1984-1986)
- Roberto Salinas Yáñes (1987-1989)
- Rubén Saldivar Reyes (1990-1992)
- Ing. Salvador Pérez Martínez (1992-1995)
- Antonio Ortiz Morales (1996-1998)
- Gustavo Maya González (1999-2001)
- Fernando Uribe Montesinos (2002-2004)
- Gustavo Maya González (2004-2007)
- Margarito Fierros Tano (2008-2011)
- Sixto González Granados (2012-2015)
- Miguel Ángel Vega Jasso (2015-2018)
- Margarito Fierros Tano (2018-2021)
- Francisco Maya Morales (2021-actualidad)